# Castello di Salle
Il castello di Salle si trova nel comune di Salle, in provincia di Pescara, all'interno della riserva regionale Valle dell'Orta ed è un monumento nazionale italiano.

## Storia
Le origini del castello, eretto come feudo dell'abbazia di San Clemente a Casauria, sono anteriori all'XI secolo. La funzione principale del castello era difensiva e solo a partire dal XVI secolo, con il passaggio al Regno di Napoli, esso divenne residenza delle famiglie che si succedettero nella sua proprietà, quali Colonna e Gonzaga D'Aquino.
Nel 1646 il castello divenne proprietà del barone Giacinto de Genua (Di Genova), di Vasto, che lo trasformò radicalmente per adattarlo a palazzo signorile, oggi appartenente alla famiglia Mechi.
Intorno al palazzo sono visibili i ruderi del borgo di Salle Vecchia, distrutto dal terremoto del 1915.

## Architettura
La struttura del castello ha una pianta irregolare ad L ed è coperto da un terrazzo con parapetto merlato dal quale si elevano tre torri. Il piazzale interno della fabbricato ospita un giardino all'italiana e davanti all'ingresso principale si trova una fontana del 1500.
Metà del braccio principale a nord-est è occupato dalla chiesa del beato Roberto da Salle e dispone di due accessi. La facciata principale sul lato nord presenta tre ingressi sormontati da feritoie. Questa area ospita il Museo medievale Borbonico, con un'esposizione di stoffe, armi, strumenti di tortura, dipinti, carte geografiche, paramenti sacri, oltre ad immagini sia antiche che moderne di Salle.